# مزاوق (الرجم)

تعديل مصدري - تعديل

مزاوق هي إحدى قرى عزلة العزكي بمديرية الرجم التابعة لمحافظة المحويت، بلغ تعداد سكانها 522 نسمة حسب تعداد اليمن لعام 2004.